# Small Time Crooks
Small Time Crooks (pt: Vigaristas de Bairro / br: Trapaceiros) é um filme norte-americano lançado em 2000, escrito e realizado por Woody Allen com a participação nos principais papéis do próprio Woody Allen, Tracey Ullman, Hugh Grant e outros.

## Sinopse
Comédia ambientada em Nova Iorque que retrata as aventuras de um ex-presidiário trapaceiro (Ray Winkler, Woody Allen) e da sua esposa (Frenchy, Tracey Ullman).
O filme começa quando Ray giza um plano para assaltar um banco em conjunto com outros vigaristas do bairro. Para isso, alugam uma casa ao lado do banco, montando um pequeno negócio de bolachas caseiras para não dar nas vistas, enquanto vão cavando um túnel para chegar à caixa-forte do banco. O plano sai furado, mas o negócio paralelo das bolachas tem um imenso êxito e, num ano, a família Winkler consegue ficar rica. No entanto, toda a alta sociedade nova-iorquina olha para aquela família com desdém e sobranceria e todas as tentativas de Frenchy para se cultivar são infrutíferas. Além disso Ray Winkler não consegue deixar a sua vida de vigarista de bairro...

## Elenco
- Woody Allen - Ray Winkler
- Tracey Ullman - Frances "Frenchy" Fox-Winkler
- Elaine May - May Sloane
- Elaine Stritch - Chi-Chi Velasquez Potter
- Hugh Grant - David Perrette
- Michael Rapaport - Denny Doyle
- Tony Darrow - Tommy Walker
- Jon Lovitz - Benjamin "Benny" Bukowski
- Brian Markinson - Ken DeLoach
- George Grizzard - George Blint
- Larry Pine - Charles Bailey
- Kristine Nielsen - Emily Bailey